# Fé (álbum de André Valadão)
Fé é o quarto álbum ao vivo do cantor brasileiro André Valadão, lançado no mês de abril de 2009.
A gravação do disco ocorreu na Praia da Costa, na cidade de Vila Velha, no Espírito Santo, tendo um público estimado de mais de 80 mil pessoas. As músicas do álbum mesclam-se em inéditas e regravações do álbum Sobrenatural, entre outros.
O álbum vendeu mais de 200 mil cópias em apenas um mês. O disco foi indicado ao Grammy Latino na categoria de "Melhor Álbum de Música Cristã em Língua Portuguesa", porém este perdeu para o grupo de rock cristão Oficina G3 com o álbum Depois da Guerra.
Fé é considerado, por parte da mídia especializada, como o maior êxito da carreira solo de André Valadão.
| Críticas profissionais | Críticas profissionais |
| Avaliações da crítica  | Avaliações da crítica  |
| Fonte                  | Avaliação              |
| ---------------------- | ---------------------- |
| O Propagador           | [ 6 ]                  |
| Super Gospel           | (favorável)            |
| Casa Gospel            | (favorável)            |

## Faixas
| N.º            | Título                                                             | Compositor(es)                    | Duração |  |
| 1.             | "Não Tenho Medo"                                                   | André Valadão                     | 04:06   |  |
| 2.             | "Indiferente"                                                      | R. R. Soares e Carlinhos Gerd     | 03:05   |  |
| 3.             | "Pela Fé"                                                          | André Valadão                     | 04:38   |  |
| 4.             | "Vou Crer"                                                         | André Valadão                     | 04:28   |  |
| 5.             | "Espontâneo Vou Crer"                                              | André Valadão                     | 05:16   |  |
| 6.             | "Fé"                                                               | André Valadão                     | 05:32   |  |
| 7.             | "Nosso Amor"                                                       | André Valadão                     | 04:48   |  |
| 8.             | "Abraça-me"                                                        | André Valadão                     | 05:10   |  |
| 9.             | "Espontâneo Abraça-me"                                             | André Valadão                     | 09:19   |  |
| 10.            | "Cura-me, Senhor"                                                  | André Valadão e Ruben di Souza    | 05:39   |  |
| 11.            | "Lembranças de Fé (Medley Milagre / Alegria / Mais que Abundante)" | André Valadão                     | 05:30   |  |
| 12.            | "Eu Nasci de Novo" (Part. Mariana Valadão e Ana Paula Valadão)     | André Valadão e Ana Paula Valadão | 05:22   |  |
| 13.            | "Com Fé"                                                           | André Valadão e Ruben di Souza    | 04:52   |  |
| 14.            | "Eu Vou"                                                           | André Valadão                     | 04:29   |  |
| Duração total: | Duração total:                                                     | Duração total:                    | 72:21   |  |

## Indicação
Grammy Latino
| Ano  | Categoria                                          | Indicado | Resultado |
| ---- | -------------------------------------------------- | -------- | --------- |
| 2009 | Melhor Álbum de Música Cristã em Língua Portuguesa | Fé       | Indicado  |